# Теряевка (Пензенская область)
Теряевка — село в Неверкинском районе Пензенской области России. Входит в состав Староандреевского сельсовета.

## География
Село находится в юго-восточной части Пензенской области, в пределах Приволжской возвышенности, в лесостепной зоне, на берегах реки Ериклей, на расстоянии примерно 13 километров (по прямой) к северо-западу от села Неверкина, административного центра района. Абсолютная высота — 205 метров над уровнем моря.

### Климат
Климат характеризуется как умеренно континентальный, с тёплым летом и умеренно холодной зимой. Средняя температура воздуха самого холодного месяца (января) составляет −13,3 °C —−12,8 °C (абсолютный минимум — −32,5 °С); самого тёплого месяца (июля) — 19,2 °C (абсолютный максимум — 39 °С). Безморозный период длится в среднем 126 дней. Годовое количество атмосферных осадков составляет 527 мм, из которых большая часть выпадает в тёплый период. Снежный покров держится в течение 149 дней.

### Часовой пояс
Село Теряевка, как и вся Пензенская область, находится в часовой зоне МСК (московское время). Смещение применяемого времени относительно UTC составляет +3:00.

## Население
| 1795 | 1859 | 1911  | 1926  | 1939 | 1959 | 1979 |
| ---- | ---- | ----- | ----- | ---- | ---- | ---- |
| 860  | ↘743 | ↗1069 | ↗1361 | ↘912 | ↘476 | ↘105 |
| 1996 | 2004 | 2010  |       |      |      |      |
| ↘18  | ↘11  | ↘3    |       |      |      |      |

### Национальный состав
Согласно результатам переписи 2002 года, в национальной структуре населения русские составляли 83 %.

### Известные жители
- Власов, Иван Павлович (1912—1957) — лётчик Великой Отечественной войны, Герой Советского Союза (1940).
- Карпочев, Виктор Александрович (1939-2024) — начальник Политического управления МВД СССР (1990—1991), генерал-майор милиции.
- Чапурин, Яков Степанович  (30 апреля /12 мая 1895 – 11 ноября 1964) – руководитель кафедры нервных болезней и психиатрии Латвийского госуниверситета, позднее Рижского медицинского института, главный врач Рижской психиатрической больницы(1949-1952)  и главный психиатр Министерства здравоохранения Латвийской ССР

1. 1 2  Всероссийская перепись населения 2010 года. Численность и размещение населения Пензенской области
2. 1 2 3  Схема территориального планирования Неверкинского района Пензенской области (недоступная ссылка — история). Федеральная государственная информационная система территориального планирования (ФГИС ТП).
3. ↑  Teryayevka. GeoNames. Дата обращения: 17 октября 2021. Архивировано 17 октября 2021 года.
4. ↑  Федеральный закон от 03.06.2011 № 107-ФЗ «Об исчислении времени», статья 5 (3 июня 2011).
5. 1 2 3 4 5 6 7 8 9  И. Ф. Шувалов. Динамика демографических показателей Неверкинского района Пензенской области по результатам переписей населения (в период XVIII–XXI веков). Журнал «Социосфера», № 3, 2014. Дата обращения: 28 мая 2016. Архивировано 8 августа 2016 года.
6. ↑  Коряков Ю. Б.. База данных «Этно-языковой состав населённых пунктов России». Дата обращения: 17 октября 2021. Архивировано 5 октября 2021 года.